# Acronicta nubilata
Acronicta nubilata là một loài bướm đêm trong họ Noctuidae.